# 岩井駅
岩井駅（いわいえき）は、千葉県南房総市市部（いちぶ）にある、東日本旅客鉄道（JR東日本）内房線の駅である。

## 歴史
- 1918年（大正7年）8月10日：鉄道院の駅として開設[1]。
- 1976年（昭和51年）10月1日：貨物取扱廃止[2]。
- 1985年（昭和60年）3月14日：荷物扱い廃止[2]。
- 1987年（昭和62年）4月1日：国鉄分割民営化により、JR東日本の駅となる[1]。
- 1996年（平成8年）10月23日：駅舎改築工事に着手[3]。
- 1997年（平成9年）3月22日：富山（とみさん）の山並みをイメージした新駅舎が完成[4]。
- 2009年（平成21年）3月14日：ICカード「Suica」の利用が可能となる[5]。東京近郊区間に組込まれる[5]。
- 2013年（平成25年）6月28日：この日限りでキヨスク閉店[6]。
- 2017年（平成29年）12月13日：この日限りでみどりの窓口が営業終了[7]。

## 駅構造
島式ホーム1面2線を有する地上駅。ホームは嵩上げされていない。駅舎は西側のみにあり、ホームと跨線橋で連絡している。
木更津統括センター（館山駅）が管理し、JR東日本ステーションサービスが受託する業務委託駅。日中のみ駅員が配置される。自動券売機1台、乗車駅証明書発行機、簡易Suica改札機が設置されている。みどりの窓口が設置されていたが、現在は廃止されている。
トイレは水洗式。駅舎と同じ建物には観光案内所（南房総市富山ウォーキングセンター）がある。

### のりば
| 番線 | 路線    | 方向 | 行先                     |
| ---- | ------- | ---- | ------------------------ |
| 1    | ■内房線 | 上り | 木更津・千葉・東京方面   |
| 2    | ■内房線 | 下り | 館山・千倉・安房鴨川方面 |

（出典：JR東日本:駅構内図）
- 信号設備上、1・2番線いずれも両方面からの到着および出発が可能である。
- 上記設備を用いて普通列車が通常とは反対側のホームに入り、特急の待避を行う場合がある。
- 何らかの理由で一部運休になった場合に列車が当駅折り返しになることがある。
- ホームは11両編成までに対応する。

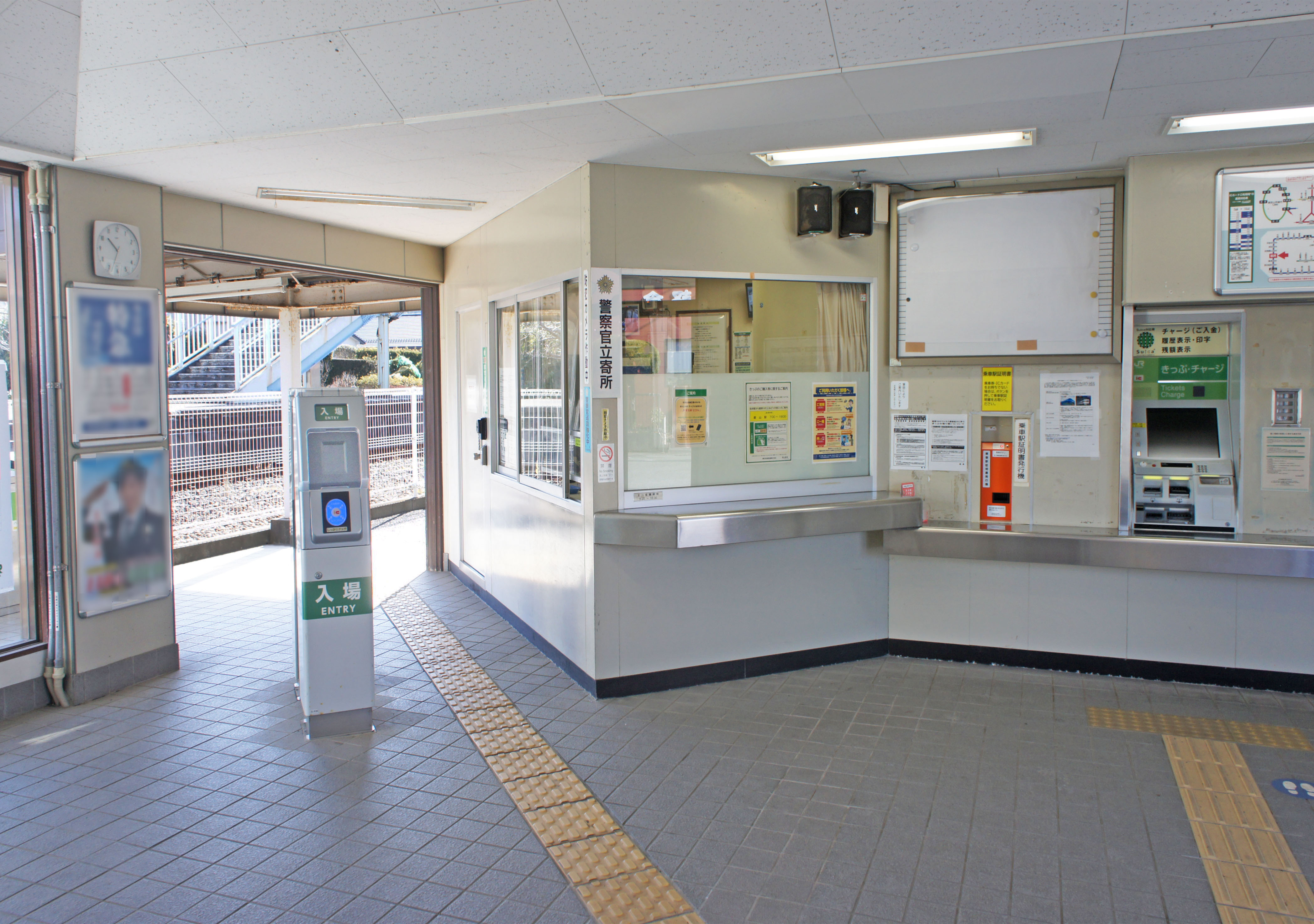
改札口と券売機（2022年2月）
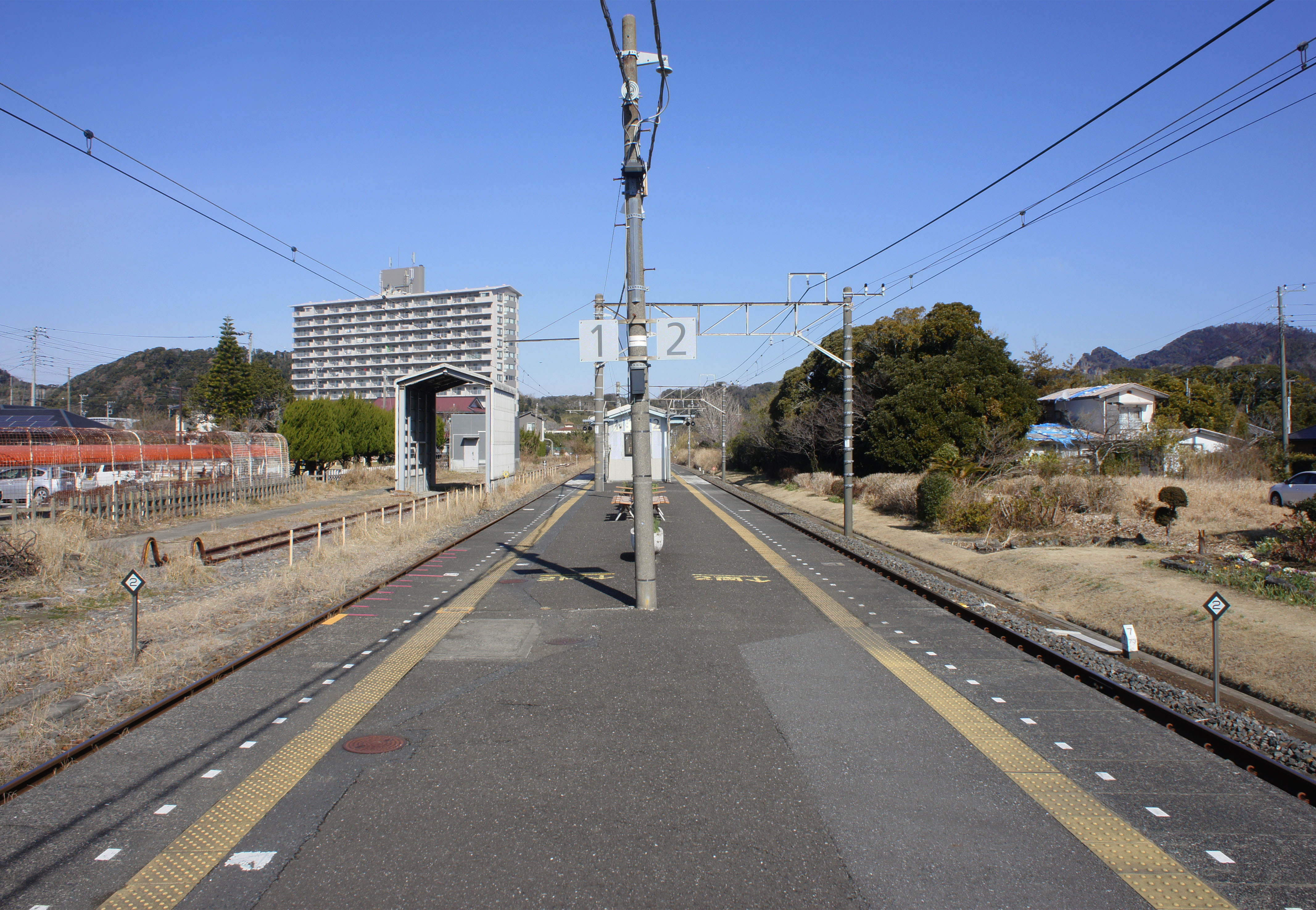
駅ホーム（2022年2月）

## 利用状況
2023年度（令和5年度）の1日平均乗車人員は229人である。
JR東日本および千葉県統計年鑑によると、1990年度（平成2年度）以降の1日平均乗車人員の推移は以下の通り。
| 年度               | 1日平均 乗車人員 | 出典     |
| ------------------ | ---------------- | -------- |
| 1990年（平成02年） | 948              | [ * 1 ]  |
| 1991年（平成03年） | 937              | [ * 2 ]  |
| 1992年（平成04年） | 927              | [ * 3 ]  |
| 1993年（平成05年） | 885              | [ * 4 ]  |
| 1994年（平成06年） | 863              | [ * 5 ]  |
| 1995年（平成07年） | 794              | [ * 6 ]  |
| 1996年（平成08年） | 774              | [ * 7 ]  |
| 1997年（平成09年） | 720              | [ * 8 ]  |
| 1998年（平成10年） | 711              | [ * 9 ]  |
| 1999年（平成11年） | 663              | [ * 10 ] |
| 2000年（平成12年） | 633              | [ * 11 ] |
| 2001年（平成13年） | 601              | [ * 12 ] |
| 2002年（平成14年） | 554              | [ * 13 ] |
| 2003年（平成15年） | 526              | [ * 14 ] |
| 2004年（平成16年） | 493              | [ * 15 ] |
| 2005年（平成17年） | 465              | [ * 16 ] |
| 2006年（平成18年） | 436              | [ * 17 ] |
| 2007年（平成19年） | 430              | [ * 18 ] |
| 2008年（平成20年） | 411              | [ * 19 ] |
| 2009年（平成21年） | 386              | [ * 20 ] |
| 2010年（平成22年） | 360              | [ * 21 ] |
| 2011年（平成23年） | 313              | [ * 22 ] |
| 2012年（平成24年） | 315              | [ * 23 ] |
| 2013年（平成25年） | 299              | [ * 24 ] |
| 2014年（平成26年） | 297              | [ * 25 ] |
| 2015年（平成27年） | 292              | [ * 26 ] |
| 2016年（平成28年） | 285              | [ * 27 ] |
| 2017年（平成29年） | 282              | [ * 28 ] |
| 2018年（平成30年） | 263              | [ * 29 ] |
| 2019年（令和元年） | 244              | [ * 30 ] |
| 2020年（令和02年） | 171              |          |
| 2021年（令和03年） | 202              |          |
| 2022年（令和04年） | 230              |          |
| 2023年（令和05年） | 229              |          |

## 駅周辺

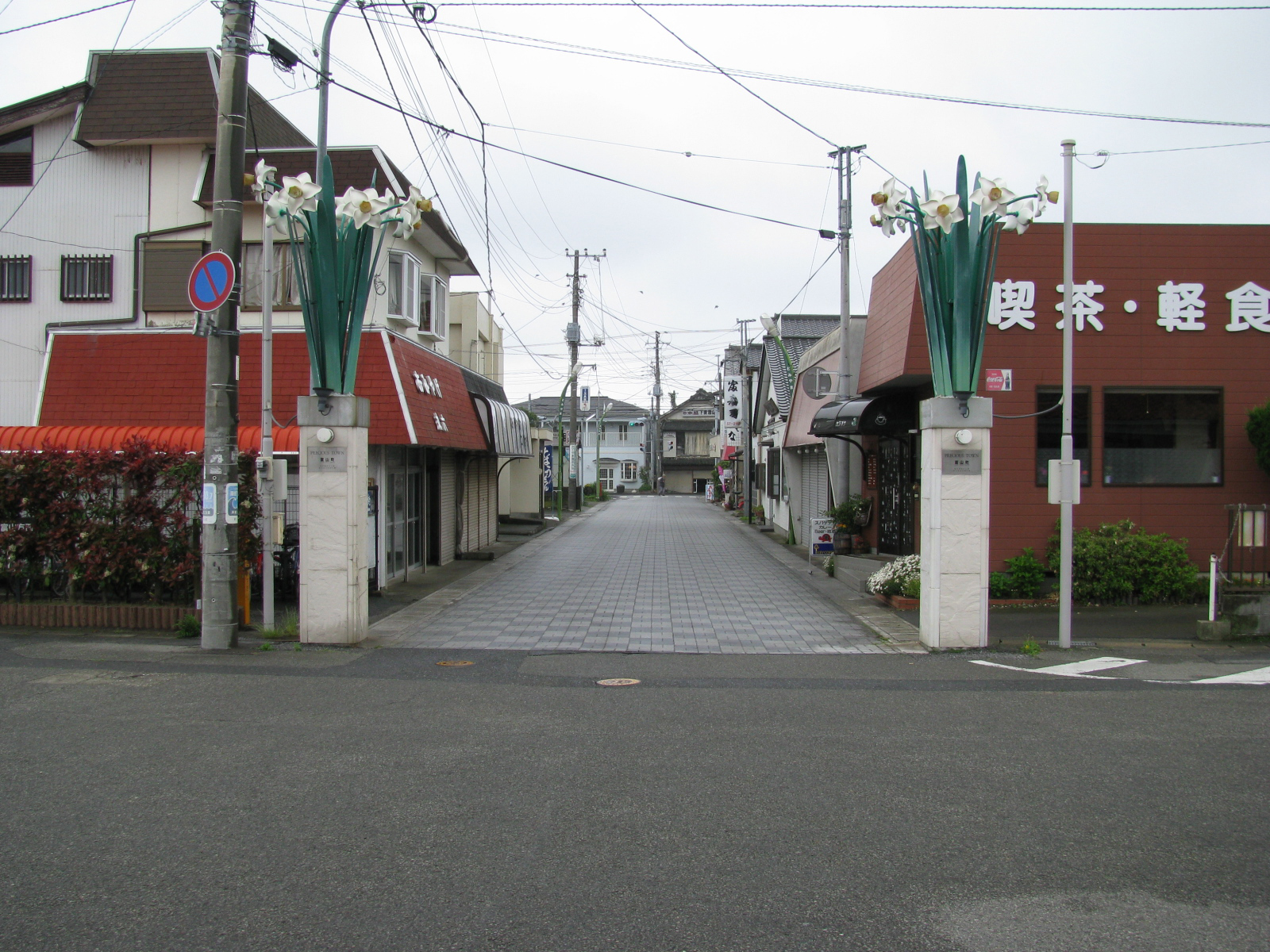
駅前通り（2008年5月）

駅周辺は合併して南房総市になる前の旧富山町の中心部。駅前は、千葉県道239号岩井停車場線が通り、岩井駅入口交差点で国道127号と交わる。さらに南側に約200メートル進んだ市部交差点で千葉県道258号富山丸山線と繋がる。
海水浴場がある東京湾岸には南房総岩井温泉のホテルや旅館、民宿が多い。とみやま水仙遊歩道や富山登山口（福満寺）などハイキングコースの最寄駅となっている。
- 南房総市役所 富山支所（旧富山町役場）
- 南房総市内房商工会 富山支所（旧富山町商工会）
- 南房総市立富山中学校
- 南房総市立富山小学校
- 岩井郵便局
- 岩井海水浴場
- 富山（とみさん） - 南総里見八犬伝の舞台。ハイキングコースがある。
- おどや岩井店
- 道の駅富楽里とみやま

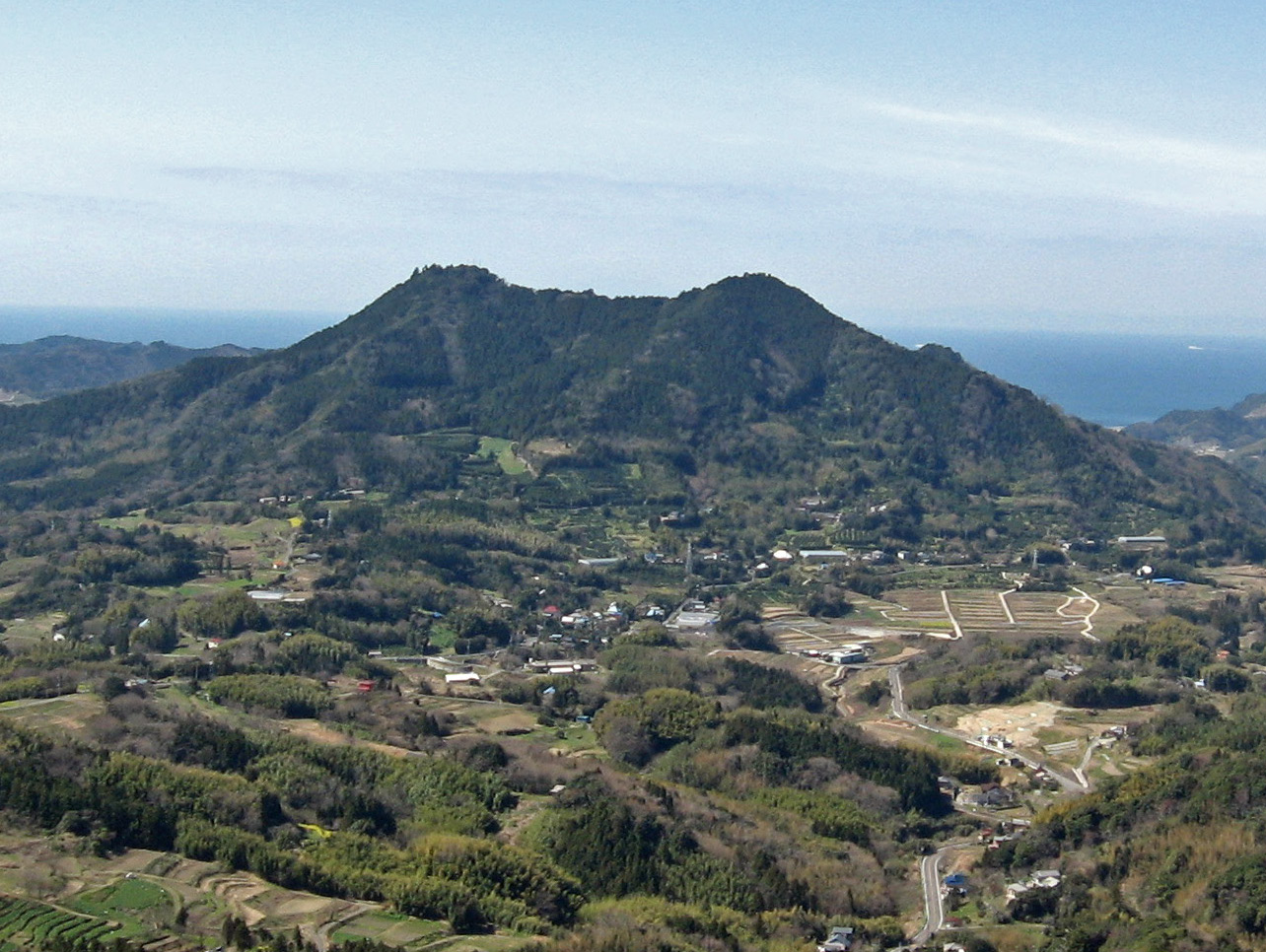
富山
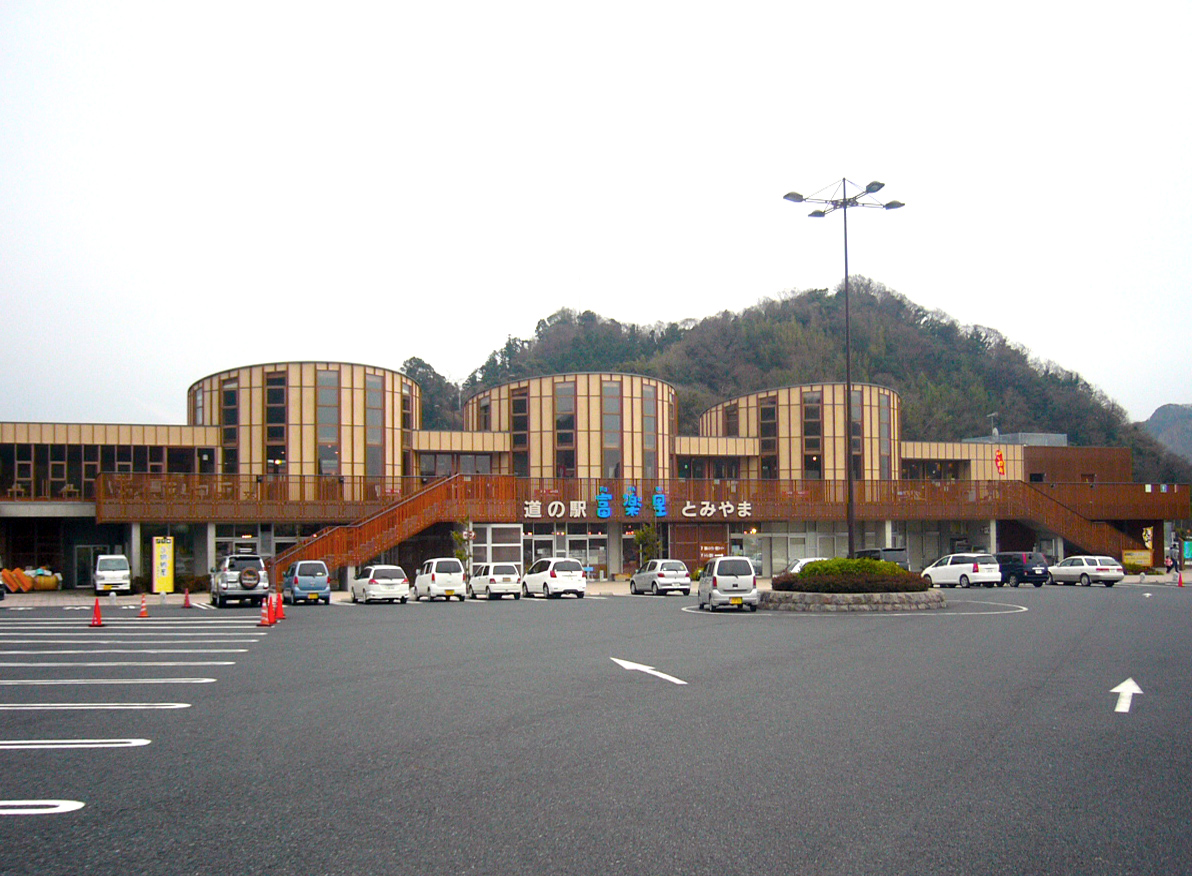
道の駅富楽里とみやま

## バス路線
「岩井駅」停留所にて、南房総市営バスの路線が発着する。
- 富山線「トミー号」：なむや行 / 国保病院行

## 隣の駅
東日本旅客鉄道（JR東日本）
■内房線
安房勝山駅 - 岩井駅 - 富浦駅

### 記事本文
1. 1 2 3  曽根悟（監修） 著、朝日新聞出版分冊百科編集部 編『週刊 歴史でめぐる鉄道全路線 国鉄・JR』 31号 内房線・外房線・久留里線、朝日新聞出版〈週刊朝日百科〉、2010年2月21日、14-15頁。
2. 1 2  石野哲（編）『停車場変遷大事典 国鉄・JR編 Ⅱ』JTB、1998年、619頁。ISBN 978-4-533-02980-6。
3. ↑  “JR千葉支社 2駅で新駅舎建設”. 交通新聞 (交通新聞社):  p. 1. (1996年10月29日)
4. ↑  “富山のJR岩井駅の新駅舎完成 名峰イメージ”. 千葉日報 (千葉日報社):  p. 15. (1997年3月23日)
5. 1 2  『Suicaをご利用いただけるエリアが広がります。』（PDF）（プレスリリース）東日本旅客鉄道、2008年12月22日。オリジナルの2019年5月3日時点におけるアーカイブ。2019年7月30日閲覧。
6. ↑  “安房最後のキオスク閉店 岩井駅の店舗がきょう28日で 南房総”. 房日新聞. (2013年6月27日).  オリジナルの2020年10月26日時点におけるアーカイブ。 2020年10月26日閲覧。
7. ↑  “千葉支社 2駅外注化と5駅の窓口閉鎖等提案”.  国鉄千葉動力車労働組合. 2019年7月28日時点のオリジナルよりアーカイブ。2019年7月30日閲覧。
8. ↑  “とみやま水仙遊歩道”. 東京湾観光情報局 (2016年12月18日). 2019年11月18日閲覧。
9. ↑  “富山 - とみさん：標高349ｍ”. ヤマケイオンライン. 2019年11月18日閲覧。

### 利用状況
1. ↑  千葉県統計年鑑 - 千葉県
2. ↑  南房総市統計書「データで見る南房総」 - 南房総市

JR東日本の2000年度以降の乗車人員
1. 1 2  各駅の乗車人員（2023年度） - JR東日本
2. ↑  各駅の乗車人員（2000年度） - JR東日本
3. ↑  各駅の乗車人員（2001年度） - JR東日本
4. ↑  各駅の乗車人員（2002年度） - JR東日本
5. ↑  各駅の乗車人員（2003年度） - JR東日本
6. ↑  各駅の乗車人員（2004年度） - JR東日本
7. ↑  各駅の乗車人員（2005年度） - JR東日本
8. ↑  各駅の乗車人員（2006年度） - JR東日本
9. ↑  各駅の乗車人員（2007年度） - JR東日本
10. ↑  各駅の乗車人員（2008年度） - JR東日本
11. ↑  各駅の乗車人員（2009年度） - JR東日本
12. ↑  各駅の乗車人員（2010年度） - JR東日本
13. ↑  各駅の乗車人員（2011年度） - JR東日本
14. ↑  各駅の乗車人員（2012年度） - JR東日本
15. ↑  各駅の乗車人員（2013年度） - JR東日本
16. ↑  各駅の乗車人員（2014年度） - JR東日本
17. ↑  各駅の乗車人員（2015年度） - JR東日本
18. ↑  各駅の乗車人員（2016年度） - JR東日本
19. ↑  各駅の乗車人員（2017年度） - JR東日本
20. ↑  各駅の乗車人員（2018年度） - JR東日本
21. ↑  各駅の乗車人員（2019年度） - JR東日本
22. ↑  各駅の乗車人員（2020年度） - JR東日本
23. ↑  各駅の乗車人員（2021年度） - JR東日本
24. ↑  各駅の乗車人員（2022年度） - JR東日本

千葉県統計年鑑
1. ↑  千葉県統計年鑑（平成3年）
2. ↑  千葉県統計年鑑（平成4年）
3. ↑  千葉県統計年鑑（平成5年）
4. ↑  千葉県統計年鑑（平成6年）
5. ↑  千葉県統計年鑑（平成7年）
6. ↑  千葉県統計年鑑（平成8年）
7. ↑  千葉県統計年鑑（平成9年）
8. ↑  千葉県統計年鑑（平成10年）
9. ↑  千葉県統計年鑑（平成11年）
10. ↑  千葉県統計年鑑（平成12年）
11. ↑  千葉県統計年鑑（平成13年）
12. ↑  千葉県統計年鑑（平成14年）
13. ↑  千葉県統計年鑑（平成15年）
14. ↑  千葉県統計年鑑（平成16年）
15. ↑  千葉県統計年鑑（平成17年）
16. ↑  千葉県統計年鑑（平成18年）
17. ↑  千葉県統計年鑑（平成19年）
18. ↑  千葉県統計年鑑（平成20年）
19. ↑  千葉県統計年鑑（平成21年）
20. ↑  千葉県統計年鑑（平成22年）
21. ↑  千葉県統計年鑑（平成23年）
22. ↑  千葉県統計年鑑（平成24年）
23. ↑  千葉県統計年鑑（平成25年）
24. ↑  千葉県統計年鑑（平成26年）
25. ↑  千葉県統計年鑑（平成27年）
26. ↑  千葉県統計年鑑（平成28年）
27. ↑  千葉県統計年鑑（平成29年）
28. ↑  千葉県統計年鑑（平成30年）
29. ↑  千葉県統計年鑑（令和元年）
30. ↑  千葉県統計年鑑（令和2年）